# Abasse Ndione
Abasse Ndione (Bargny, Senegal; 16 de diciembre de 1946 - 25 de enero de 2024) fue un escritor senegalés, autor de la novela La Vie en spirale, libro que explora el consumo y el tráfico de yamba, nombre local del cannabis, por parte de jóvenes desempleados, policías corruptos y hombres blancos en Senegal, en el marco del tráfico de drogas en África Occidental.

## Biografía
Abasse Ndione nació en Bargny, pueblo próximo a Dakar, siendo hijo de un pequeño comerciante. Asistió a la escuela coránica local antes de que su padre los animara a él y a su hermano a ir a la escuela francesa. Se graduó posteriormente en enfermería, profesión que desempeñó desde 1966 hasta su jubilación. En 1968 se casó con Meriem, profesora; la pareja tuvo siete hijos. Vivió en Rufisque, un pueblo de pescadores a veinte kilómetros de la capital senegalesa.
Su primera novela, La Vie en spirale (1984), tardó ocho años en publicarse en Senegal, causando revuelo en la sociedad senegalesa especialmente por el empleo del yamba como metáfora social para exponer la situación económica del país africano. El libro llamó la atención de la editorial parisina Gallimard, y posteriormente la obra es estudiada en las escuelas de Senegal. Otra de sus obras más conocidas, Ramata (2000), fue traducida al español y narra la historia de una bella y rica mujer senegalesa que, a sus 50 años, descubre los placeres de la carne en brazos de un pequeño matón 25 años menor, provocando que su vida se desmorone. Dicha novela fue la base de una película homónima estrenada en 2007, dirigida por Léandre-Alain Baker y protagonizada por la actriz guineana Katoucha Niane. La última obra de Ndione, Mbëke mi (2008), indaga sobre la emigración de jóvenes senegaleses en pateras para intentar llegar a las costas de Canarias y posteriormente a Europa. Respecto a la creación de sus novelas, Ndione dijo que primero piensa en wolof y luego las transcribe al francés.